# Гонтарев, Борис Викторович
Борис Викторович Гонтарев (Гонторев) (18 августа 1879, Харьков— 27 октября 1977, Зальцбург) — генерал-майор, участник Первой мировой войны, Белого движения на Юге России, военачальник ВСЮР (1919—1920). Один из основателей и начальник штаба Русского корпуса.

## Биография

### Первые годы
Борис Гонтарев родился 18 августа 1879 года в Харькове. Окончил Харьковскую 3-ю гимназию. 30 сентября 1900 года поступил на военную службу, был зачислен в Одесское военное училище, откуда выпущен 22 апреля 1905 года подпоручиком в 250-й Ахульгинский резервный батальон, служил в Севастопольском крепостном пехотном батальоне. В 1908 году произведён в штабс-капитаны, поступил в Императорскую Николаевскую военную академию, которую окончил в 1911 году по 1-му разряду. После выпуска командовал ротой в 49-м пехотном Брестском полку. В 1913 году старший адъютант штаба 7-й кавалерийской дивизии. 6 декабря 1913 года произведён в капитаны.

### Участник Первой мировой войны
С 1915 года при штабе 12-й армии, на старших адъютантских должностях. 10 апреля 1916 года произведён в подполковники, 15 августа 1917 года — в полковники. С 3 октября начальник штаба 12-й армии. По сведениям С. В. Волкова и Н. Н. Рутыча, Борис Гонтарев — Георгиевский кавалер. Несмотря на то, что и Рутыч и Волков называют Гонтарева Георгиевским кавалером, в справочнике Георгиевских кавалеров (в списках награждённых в период мировой войны) его награждение не обнаружено.

### Участник Белого движения
По сведениям сайта grwar.ru (проект «Русская армия в Первой мировой войне»), в 1918 году Борис Гонтарёв вступил в РККА.[уточнить] Затем оказался в расположении Добровольческой армии. С мая 1918 года по февраль 1919 года — начальник штаба отряда генерала А. Г. Шкуро, позже начальник организационного отдела Генштаба. С декабря 1919 года до марта 1920 — начальник штаба Кубанской армии (сдал штаб генералу Болховитинову), состоял в управлении снабжения штаба ВСЮР (у С. В. Волкова начальник организационного отдела Генштаба, начальник штаба формирований Кубанской армии, начальник снабжений Кубанской армии, помощник главного начальника снабжений ВСЮР). После эвакуации из Новороссийска в Крым находился с марта по ноябрь 1920 года в резерве Русской армии генерала П. Н. Врангеля. (у С. В. Волкова — начальник управления снабжений, затем в прикомандировании к отделу генерал-квартирмейстерства штаба главнокомандующего). Эвакуирован из Крыма в составе частей Русской армии на корабле «Сцегед» в ноябре 1920 года.

### В эмиграции
Участник Галлиполийского сидения. В эмиграции в Югославии, работал преподавателем в сербской гимназии в Белграде. В 1924 году произведён в генерал-майоры. Начальник отдела Генштаба Корпуса Императорской Армии и Флота.

### Участник Второй мировой войны
Во время Второй мировой войны совместно с генералом М. Скородумовым явился основателем Русского корпуса. Первое время был начальником штаба корпуса, а затем командовал 3-м полком корпуса.

### Послевоенные годы
22 сентября 1976 года награждён орденом Святой Анны 1-й степени (грамота дана в Мадриде, подписана начальником Походной Канцелярии графом Н. Э. Вуичем) великим князем Кириллом Владимировичем «во изъявление особенного благоволения Нашего и в воздаяние многолетнего бескорыстного служения Идее Законной Монархии». Умер 27 октября 1977 года в Зальцбурге в Австрии.

## Награды
- Орден Святого Владимира 4-й ст. с мечами и бантом (ВП 01.1915);
- Орден Святого Станислава 3-й ст. с мечами и бантом (ВП 01.1915);
- Орден Святой Анны 3-й ст. с мечами и бантом (ВП 25.02.1915);
- Орден Святой Анны 4-й ст. (ВП 24.03.1915);
- Орден Святой Анны 2-й ст. с мечами (ВП 23.05.1915);
- Орден Святого Станислава 2-й ст. с мечами (ВП 23.05.1915);
- Орден Святого Георгия 4-й ст.